# Diego Maradona (film)
Diego Maradona è un documentario del 2019 diretto da Asif Kapadia.
Il documentario narra le vicende del celebre calciatore Diego Armando Maradona, dagli inizi in Argentina fino agli anni al Napoli.

## Trama
Nel luglio del 1984 il Napoli, che non ha mai vinto uno scudetto, acquista dal Barcellona la più grande star del calcio mondiale, Diego Armando Maradona. I sette anni successivi sono un susseguirsi di trionfi, di feste e di eccessi, presentate attraverso le immagini dell'archivio personale del calciatore argentino.

## Produzione
Il documentario è stato realizzato grazie alle oltre cinquecento ore di materiale inedito che la famiglia di Maradona ha messo a disposizione del regista Kapadia.

## Colonna sonora
La colonna sonora del documentario è stata composta da Antonio Pinto e contiene ventotto tracce. È presente anche il brano Delorean Dynamite di Todd Terje.

## Promozione
La prima clip del documentario viene diffusa il 23 aprile 2019 mentre il primo trailer il 10 maggio.

## Distribuzione
La pellicola è stata presentata fuori concorso al Festival di Cannes 2019 e distribuita nelle sale cinematografiche britanniche a partire dal 14 giugno 2019, mentre in quelle italiane solo il 23, 24 e 25 settembre 2019.

## Riconoscimenti
- 2019 - British Independent Film Awards[6]
  - Candidatura per il miglior documentario
  - Candidatura per il miglior regista a Asif Kapadia
  - Candidatura per il miglior montaggio a Chris King
  - Candidatura per le migliori musiche a Antonio Pinto
  - Candidatura per il miglior sonoro a Stephen Griffiths, Tim Cavagin, Max Walsh e Andy Shelley
- 2019 - Festival di Cannes
  - In competizione per L'Œil d'or
- 2020 - Premio BAFTA[7]
  - Candidatura per il miglior documentario